# Агентство розвідки (Північна Македонія)
Агентство розвідки (мак. Агенција за разузнавање, АР) — окремий орган державного управління, який, згідно із Законом про Агентство розвідки, є розвідувальною службою, уповноваженою збирати, аналізувати та обробляти розвідувальні дані, важливі для безпеки, оборони, політичних, економічних та інших інтересів Північної Македонії. 

## Завдання та обов'язки
Збирає відомості, що мають значення для безпеки й оборони Македонії, а також стосуються господарських, політичних та інших інтересів держави.
Проводить аналіз і дослідження даних та інформації, а також зобов'язане звітувати перед Президентом Північної Македонії, Урядом Північної Македонії та іншими державними органами з питань, що мають важливе значення в межах його кола повноважень.
Співпрацює з державними органами з питань, що становлять спільний інтерес. Здійснюючи взаємне співробітництво, агентство та державні органи повинні надавати одне одному дані, повідомлення, інформацію та координувати дії, що належать до компетенції агентства.